# Vittoria, Sicilia
Vittoria, Sicilia là một đô thị và cộng đồng (comune) ở tỉnh Ragusa trong vùng Sicilia miền bắc nước Ý.
Đô thị Vittoria, Sicilia có diện tích 181,31 ki lô mét vuông, dân số thời điểm năm 31 tháng 5 năm 2010 là 63.332 người.
Đô thị Vittoria, Sicilia có các đơn vị dân cư (frazioni) sau:
Các đô thị giáp ranh: 